# Turi Cariola
Turi Cariola (Adrano, 7 luglio 1911 – Adrano, 6 settembre 1985) è stato un poeta italiano.

## Biografia
Unico figlio di Concetta Lo Re e del coltivatore Carlo Cariola, Turi (Salvatore) Cariola nasce a Adrano, in provincia di Catania, il 7 luglio 1911, dove frequenta la scuola primaria senza continuità soltanto per alcuni anni, poiché costretto a lavorare assieme al padre nel lavoro dei campi.
Fino all'età di sedici anni si dedica con passione, da autodidatta, allo studio della musica suonando strumenti a corda, alla pittura, alla scultura, con il supporto del maestro Simone Ronsisvalle. Giovanissimo sposa Concetta Sicurella da cui nascono quattro figli.
Durante il secondo conflitto mondiale Cariola combatte per l'Italia sul fronte albanese.
Nel dopoguerra entra in contatto con diversi poeti catanesi ed adraniti, da Antonino Bulla a Nino Catania con il quale intraprende una serie di scambi epistolari.
Lungo l'arco di tempo che va dagli anni '50 agli anni '60 del Novecento scrive numerose composizioni, molte tuttora inedite. Partecipa a numerosi concorsi letterari, vincendone taluni: primo premio, nel 1967, al concorso dialettale di Castellammare del Golfo, premio « Il ciclope » (1968) di Acireale, primo premio al concorso « Carlo Goldoni » (1971) di Venezia, premio al concorso di poesia religiosa di Enna, ed altri.
Fra gli altri riconoscimenti, il 17 dicembre 1957 ritira il premio di Miglior poeta dialettale siciliano dell'Opera Salesiana di Catania. Nel 1973 l'Accademia gli Immortali d'Italia di Messina gli assegna l'attestato di riconoscimento poetico. Il Comune di Adrano gli conferisce nel 1975 la medaglia d'oro.
Muore ad Adrano il 6 settembre 1985.
Turi Cariola, definito il « poeta-contadino », visceralmente legato alla sua terra, al paesaggio lavico del vulcano Etna, al paese natio di Adrano (cfr. “Ad Adranu” e “Lu Castellu Normannu”), alle tradizioni siciliane, con la sua poesia spontanea, vivace, fresca, ricca di spunti autobiografici (le liriche “Lu campagnolu”, “Mentri a li campi”), familiari (“Sugnu nannu”), spirituali (“A Papa Giovanni”), di episodi di cronaca quotidiana, di descrizioni naturalistiche (“La Notti”, “A lu suli”), coglie i turbamenti e il destino comune dell'uomo contemporaneo. L'opera di Cariola con la sua variegata ed originale produzione lirica, si inquadra nella letteratura non soltanto siciliana e nazionale per la potenzialità universale dell'Epos e del dramma, per l'attenzione e lo stupore verso la Natura, per la sensibilità di condividere riflessioni e sentimenti profondi.

## Opere principali
- 1956 - Giulietta e Romeo, 100 ottave;
- 1957 - La scala suciali di lu munnu, 28 ottave;
- 1958 - Struzioni ppi la Santa Missa, 55 ottave;
- 1960 - Li misteri di lu Santu Rusario;
- 1968 - La Simana Santa, 9 ottave;
- 1971 - Turiddu e Rusalia, romanzo autobiografico;
- 1972 - Storia di San Nicolò Politi. Eremita di Adrano (CT), 98 ottave (pubblicata nel VIII centenario della morte del Santo), Catania, Tip. La Moderna;
- Mentri a li campi, raccolta postuma di 41 poesie, scritte in vari periodi, catalogate dal figlio Alfio Cariola, conservate nell'Archivio storico del Castello Normanno di Adrano, fra l'altro, comprende "La matri" (1957), "Lu viddanu fidili" (1966), "Senza paura", "La notti", "A lu suli".